# Pupatonia minutula
Pupatonia minutula är en snäckart som först beskrevs av Powell 1933.  Pupatonia minutula ingår i släktet Pupatonia och familjen Eatoniellidae. Inga underarter finns listade i Catalogue of Life.